# Église danoise de Paris
L'église danoise de Paris (en danois : Frederikskirken), dépendant de l'Église évangélique-luthérienne du Danemark, est une église installée au 17 rue Lord-Byron dans le 8e arrondissement de Paris depuis 1955.
Elle dispose d'un orgue Frobenius. Elle est construite sur le même terrain que la Maison du Danemark, qui donne sur l'avenue des Champs-Élysées.